# Мурсійська тайфа
Мурсійська тайфа (ісп. Taifa de Murcia; араб. طائفة مرسية) — в 1011–1014, 1045, 1065–1078, 1081—1088, 1147–1172 і 1228–1266 роках ісламська монархічна держава на Піренейському півострові зі столицею в місті Медінет Мурсійя. Арабською — Мурсійський емірат.

## Історія
Після 1009 року внаслідок боротьби за трон починається занепад Кордовського халіфату. 1011 року військовик Хайран захопив владу в Мурсії, ставши фактично незалежним. 1014 року, коли він захопив Альмерію, переніс столицю туди. У Мурсії здебільшого перебували намісники. 1038 року вона увійшла до складу Валенсійської тайфи.
1065 року, скориставшись послабленням валенсійських емірів, валі (намісник) Мурсії Абд аль-Рахман ібн Тахір став незалежним володарем. Його правління тривало до 1078 року, коли тайфу підкорили севільські війська. Невдовзі валі Мурсії Ібн Аммар спробував повстати, але зазнав поразки.
1081 року військовик Ібн Рашик захопив владу Мурсії, ставши там еміром. Згодом уклав союз із королівством Кастилії і Леону. Війська Мурсії діяли спільно з кастильцями проти армії Альморавідів та їхніх союзників. Боротьба тривала до 1091 року, коли Мурсію захопили Альморавіди.
1145 року з занепадом влади Альморавідів на Піренейському півострові на деякий час Мурсія здобула самостійність, але невдовзі увійшла до держави Абу Джа'фар Ахмада. Після поразки останнього від кастильців 1147 року Мурсійську тайфу відновив Мухаммад ібн Марданіс. Відбувається нове економічне, політичне та культурне піднесення міста і держави. З кінця 1140-х років ібн Марданіс вимушений чинити спротив Альмохадам, які лише 1172 року змогли підкорити Мурсію.
Занепад влади Альмохадів на Піренеях через поразки та взаємне поборювання сприяло повстанню на чолі з Ібн Худом, що 1228 року захопив Мурсію, яку зробив столицею своєї держави. Після загибелі Ібн Худа починається занепад тайфи. Цим скористався Зайян ібн Марданіс, що захопив владу в Мурсії, але вже 1241 році його також було повалено.
1243 року Мурсійська тайфа для захисту від нападу Арагону визнає зверхність Кастилії і Леону. Кастильські війська допомогли тайфі приборкати бунтівних васалів. 1244 року відповідно до умов Альмірського договору між Кастилією і Арагоном було визначено кордон між мурсійською тайфою та Арагоном.
З 1250 року посилюється втручання Кастилії у внутрішні справи Мурсійської тайфи. Спочатку було засновано Картахенську єпархію. З 1260 року внаслідок частої зміни емірів тайфа зовсім занепала. 1264 року за підтримки Гранадського емірату вибухнуло антикастильське повстання. Після його придушення 1266 року арагоно-кастильськими військами Мурсійську тайфу, яка отримала назву Мурсійське королівство приєднали до Кастилії.

## Еміри
- Хайран (1011—1014)
- у складі Альмерійської тайфи до 1038
- у складі Валенсійської тайфи до 1065 року
- Абд аль-Рахман ібн Тахір (1065—1078)
- у складі Севільської тайфи до 1081 року
- Ібн Рашик (1081—1088)
- у складі держави Альморавідів до 1145 року
- Абу Джа'фар Ахмад (1145—1146)
- Мухаммад ібн Марданіс (1147—1172)
- у складі держави Альмохадів до 1228 року
- Ібн Худ (1228—1238)
- Абу Бакр Мухаммад (1238)
- Азіз Абд аль-Малік (1238—1239)
- Зайян ібн Марданіс (1239—1241)
- Ібн Худ аль-Даула (1241—1259)
- Абу Джа'фар (1260—1263)
- Мухаммад ібн Абу Джа'фар (1263—1264)
- Абу Бакр аль-Ватік (1263—1266)